# José Fortunati
José Alberto Reus Fortunati (Flores da Cunha, 24 de outubro de 1955) é um advogado e político brasileiro, filiado ao Partido Verde (PV). Foi vereador em Porto Alegre, deputado estadual no Rio Grande do Sul, deputado federal, vice-prefeito e prefeito de Porto Alegre, ocupando este cargo entre 2010 e 2016.

## Início de vida, educação e carreira

### Origens
José Fortunati nasceu na Serra Gaúcha, filho de Geraldo Fortunati, um funcionário público do Departamento Autônomo de Estradas de Rodagem (DAER) e da costureira Amélia Santini Fortunati. Recebeu o nome de "José" para homenagear São José; "Alberto" devido à admiração de seus pais pelo senador Alberto Pasqualini; e o "Reus" por uma graça alcançada pelo padre João Batista Reus.
Fortunati estudou em escolas públicas durante a sua infância e adolescência. Estudou em escolas municipais e estaduais de Flores da Cunha e de Caxias do Sul. Nesse período trabalhou como balconista da Farmácia São Pedro. Com o dinheiro do salário pagava as passagens e livros. Durante a adolescência também participou do movimento dos escoteiros do Brasil.

### Formação universitária e carreira
Em 1974 Fortunati mudou-se para Porto Alegre, sendo um dos fundadores da Associação de Moradores da Casa do Estudante da UFRGS. Foi presidente do Diretório Acadêmico dos Estudantes de Matemática e membro do DCE. Entre 1979 e 1982 participou do movimento popular nas vilas da Grande Cruzeiro do Sul, alfabetizando adultos pelo método Paulo Freire. Em 1980 filiou-se ao Partido dos Trabalhadores.
É formado em matemática, administração pública, administração de empresas e direito, pela Universidade Federal do Rio Grande do Sul (UFRGS).
Funcionário concursado do Banco do Brasil, em 1985 assumiu a presidência do Sindicato dos Bancários de Porto Alegre. Coordenou, ainda, a luta contra a liquidação do Banco Sulbrasileiro, que deu origem ao Banco Meridional. No mesmo ano ajudou a implantar a Central Única dos Trabalhadores (CUT) no Rio Grande do Sul, tendo sido o seu primeiro presidente.

### Caso Facinepe
Em fevereiro de 2017, pouco mais de um mês de deixar o cargo de prefeito de Porto Alegre, Fortunati assumiu a reitoria do grupo educacional Facinepe. Ele já havia recebido o título de doutor honoris causa da faculdade em 2015 e proferido aula magna em 2016. O convite partiu do advogado Faustino da Rosa Júnior, que ocupou o cargo de reitor do grupo por cinco anos. Em nota, o ex-prefeito manifestou sua satisfação por assumir o novo cargo. Um mês depois, ele deixou o cargo, após denúncia de fraude que envolvia venda de diplomas pelo Facinepe. Em nota, Fortunati afirmou desconhecer a fraude e sugeriu que a sua presença na reitoria aumentava "os boatos, rumores e ataques à instituição". Também negou ser amigo de Rosa Júnior, previamente condenado falsificar documentos em duas ocasiões. Além disso, se disse vítima de "retaliações absurdas" por parte de um setor do Ministério Público.

## Carreira política
Em 1986, Fortunati concorreu a deputado estadual constituinte pelo PT, partido que ajudou a fundar em 1980. Foi eleito com 25.606 votos. Durante o mandato de 1987 a 1990, Fortunati foi o parlamentar que mais apresentou e teve emendas aprovadas.
Em 1990 assumiu como deputado federal em Brasília, sendo reeleito em 1994. Foi líder de bancada e considerado pelo Departamento Intersindical de Assessoria Parlamentar (DIAP) um dos parlamentares mais influentes do congresso, por três anos consecutivos.
Em 1997 tornou-se vice-prefeito da capital e secretário de governo, coordenando o Fórum de Políticas Sociais da Prefeitura.
Foi o vereador mais votado em Porto Alegre em 2000, concorrendo pelo PT.
Em 2002 ingressou no Partido Democrático Trabalhista (PDT).  Em 2003 foi secretário estadual da Educação. Na sua gestão, o Rio Grande do Sul foi reconhecido como o estado de melhor qualidade de ensino e melhor rede pública de ensino médio. No final de 2006 assumiu como secretário municipal do Planejamento, onde realizou um grande debate na cidade para a elaboração do novo Plano Diretor de Desenvolvimento Urbano Ambiental.
Em 2000 foi eleito vereador, com 39.989 votos. Assumiu a presidência da Câmara Municipal de Porto Alegre.
Em 2008, concorrendo juntamente com José Fogaça, foi eleito vice-prefeito de Porto Alegre e assumiu a função de secretário extraordinário da Copa do Mundo de 2014 em Porto Alegre.

### Prefeito de Porto Alegre
Em 30 de março de 2010, com a renúncia de José Fogaça para concorrer ao governo do estado, Fortunati assumiu a prefeitura até o final do mandato, em 31 de dezembro de 2012.
Em 7 de outubro de 2012 foi reeleito prefeito de Porto Alegre no primeiro turno das eleições, com 517.969 votos, representando 65,22% dos votos válidos; em segundo lugar ficou Manuela D'Ávila com 141.073, 17,76% dos votos válidos.
Em março de 2015, enquanto prefeito de Porto Alegre, Fortunati se licenciou do PDT, partido ao qual era filiado, após derrubada de vetos na Câmara Municipal. Fortunati criticou os vereadores do partido, que, segundo ele, tinham cargos na administração municipal, mas não votavam com o governo.
Em novembro de 2016, o Ministério Público (MP) ajuizou uma uma ação civil pública por atos de improbidade administrativa contra Fortunati. Conforme a denúncia, o então prefeito de Porto Alegre fez uso indevido da Procempa, aparelhando a companhia pública e fazendo com que ela "realizasse diversas atividades, notadamente eventos, publicidade, contratação de pessoas e fornecimento de bens, que não eram de sua competência/finalidade, mas do próprio Poder Executivo”. O MP pediu a condenação de Fortunati, Urbano Schmitt, secretário Municipal de Gestão e Estratégia de Porto Alegre e presidente do Conselho de Administração da Procempa, e André Kulczynski, ex-diretor da companhia, em forma de ressarcimento integral do dano causado, estimado em mais de R$ 5,1 milhões. Na mesma ação, o MP pediu o bloqueio dos bens do prefeito em caráter liminar. Em resposta, Fortunati classificou a ação do MP como "espetacularização da denúncia” e negou desvios na Procempa. No mês seguinte, a Justiça negou, em primeira e segunda instâncias, o bloqueio dos bens do prefeito e dos outros denunciados. Em nota, Fortunati disse ter tomado "todas as providências administrativas e jurídicas para sanear a Procempa".

### Saída do PDT e tentativa de concorrer a senador
O político deixou o PDT em novembro de 2017, em ato que foi classificado pelo presidente do partido, Pompeo de Mattos, como "total ingratidão". Fortunati procurava, à época, um partido que lhe permitisse concorrer ao Senado Federal. Em abril de 2018, ele se filiou ao PSB, com a promessa de que seria, junto com Beto Albuquerque, candidato do partido ao Senado no Rio Grande do Sul. No entanto, em junho do mês ano, em reunião partidária, o PSB decidiu apoiar a reeleição de José Ivo Sartori ao governo do estado, num acordo que lhe permitia lançar apenas um candidato ao Senado, vaga preenchida, após votação interna, por Albuquerque. Conforme Fortunati, Albuquerque realizava movimentos para impedir a sua candidatura e o presidente estadual do partido, José Stédile, trabalhou somente pelo lançamento do outro colega de partido ao Senado.
Diante do fracasso na tentativa de concorrer a senador, Fortunati desfilou-se do PSB e foi cursar mestrado em Ciência Política no Instituto Universitário de Lisboa, em Portugal, em setembro de 2019. O ex-prefeito comentou que não pretendia mais disputar eleições. Com a suspensão das aulas devido à pandemia de COVID-19, Fortunati retornou a Porto Alegre, sem concluir o curso, e, em março de 2020, filiou-se ao PTB com a pretensão de concorrer aos cargos de prefeito ou vereador ou apoiar um candidato nas eleições de 2020. Conforme o ex-prefeito, ele escolheu o PTB após uma conversa com o presidente nacional do partido, Roberto Jefferson, e um convite para ser colaborador na Fundação Getúlio Vargas.
Em 30 de junho de 2020, o PTB lançou a pré-candidatura de Fortunati ao cargo de prefeito de Porto Alegre. No dia 11 de novembro de 2020, quatro dias antes do primeiro turno, Fortunati retirou sua candidatura após recurso realizado por candidato a vereador da chapa de Sebastião Melo ser aprovado pelo TRE. O objeto do recurso foi a filiação fora do prazo eleitoral de André Cecchini que concorria a vice-prefeito pelo Patriota. Fortunati estava em segundo lugar por um empate técnico na pesquisa publicada pelo IBOPE no dia 29 de outubro com os candidatos Nelson Marchezan Jr (PSDB) e Sebastião Melo (MDB). O PTB declarou apoio a Melo no mesmo dia da retirada de sua candidatura.

## Acusação de improbidade administrativa
Em maio de 2018, a Justiça bloqueou os bens pessoais de José Fortunati, incluindo sua conta de aposentadoria, a pedido do Ministério Público (MP), em investigação no âmbito da delação premiada do ex-deputado Diogenes Basegio, do PDT. Na delação, Basegio afirmou que fez um pacto de nepotismo "cruzado" com Fortunati: em troca da contratação de sua esposa, Regina Becker, como assessora do deputado, Fortunati contrataria Samarina Stédile Basegio e Adriana Ongaratto (nora e prima de Basegio, respectivamente) como "funcionárias fantasmas" em seu gabinete. O ex-prefeito classificou a medida como "irresponsável e absurda". Em resposta, o MP afirmou em nota que havia "indícios contundentes de atos de improbidade administrativa" por parte de Fortunati; o Tribunal de Justiça também se manifestou, em nota assinada pelo desembargador Túlio Martins, sustentando ter agido "estritamente dentro da lei, possibilitando a defesa do ex-prefeito e o acesso de seus advogados aos autos".
Em agosto de 2019, o ex-prefeito depôs ao Ministério Público no processo que investiga supostas irregularidades na contratação de funcionários.

## Desempenho em eleições
| Ano  | Eleição                        | Candidato a       | Partido | Coligação                                                             | Votos     | Resultado |
| ---- | ------------------------------ | ----------------- | ------- | --------------------------------------------------------------------- | --------- | --------- |
| 1986 | Estaduais do Rio Grande do Sul | Deputado Estadual | PT      | sem coligação proporcional                                            | 26.606    | Eleito    |
| 1990 | Estaduais do Rio Grande do Sul | Deputado Estadual | PT      | Frente Popular (PT, PSB, PPS, PCdoB, PV, PSTU)                        | 33.808    | Eleito    |
| 1994 | Estaduais do Rio Grande do Sul | Deputado Federal  | PT      | Frente Popular (PT, PSB, PPS, PCdoB, PV, PSTU, PCB)                   | 52.504    | Eleito    |
| 1996 | Municipal de Porto Alegre      | Vice-prefeito     | PT      | Frente Popular (PT, PPS, PCB)                                         | 408.998   | Eleito    |
| 2000 | Municipal de Porto Alegre      | Vereador          | PT      | Frente Popular (PT, PSB, PCdoB, PCB)                                  | 39.989    | Eleito    |
| 2008 | Municipal de Porto Alegre      | Vice-prefeito     | PDT     | Cidade melhor - Futuro melhor (PMDB, PDT, PTB, PSDC)                  | 470.696   | Eleito    |
| 2012 | Municipal de Porto Alegre      | Prefeito          | PDT     | Por Amor a Porto Alegre (PDT, PMDB, PP, DEM, PTB, PRB, PPS, PMN, PTN) | 517.969   | Eleito    |
| 2020 | Municipal de Porto Alegre      | Prefeito          | PTB     | Porto Alegre somos todos nós (PTB, Patriota, PSC e PODE)              | Renunciou | —         |